# 2世纪
| 千纪： | 前1千纪 \| 1千纪 \| 2千纪                                                                                  |
| 世纪： | 前2世纪 \| 前1世纪 \| 1世纪 \| 2世纪 \| 3世纪 \| 4世纪 \| 5世纪                                            |
| 年代： | 100年代 \| 110年代 \| 120年代 \| 130年代 \| 140年代 \| 150年代 \| 160年代 \| 170年代 \| 180年代 \| 190年代 |

101年1月1日至200年12月31日的这一段期间被称为2世纪。
這個時代的西方,正是「羅馬治世」的全盛時期。在東方,東漢的疆域也不斷擴張。連結東西二大帝國的貿易活動變得熱絡,海陸交通網因而快速發展。

## 重要事件、发展与成就
- 科学技术

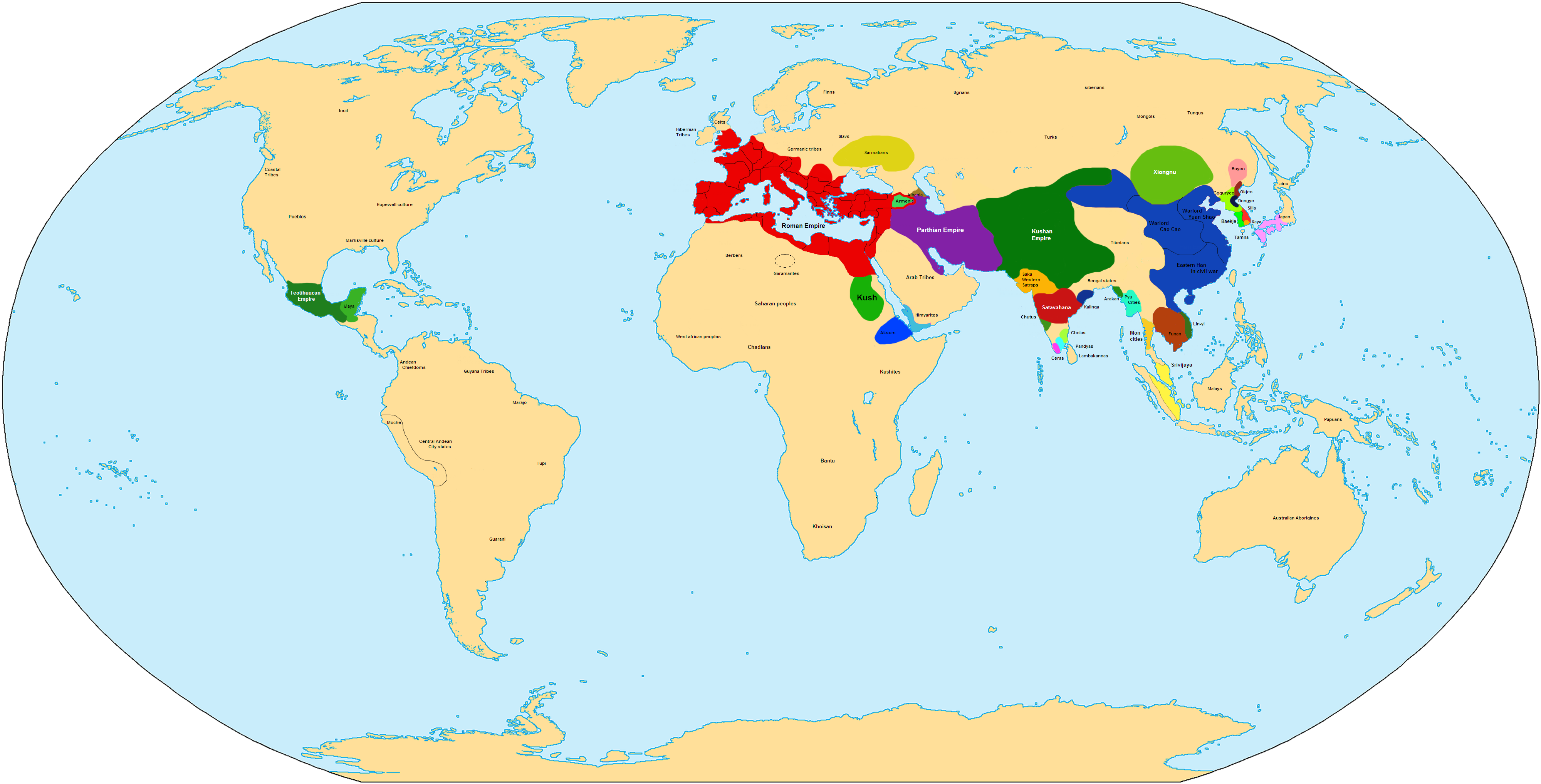
200年的世界

  - 105年，蔡倫把改進造紙術的成果報告皇帝劉肇，並把改進過的造紙技術向各地推廣。
  - 132年，張衡造候風地動儀。
- 战争与政治
  - 101年，第一次達契亞戰爭爆發。
  - 105年，第二次達契亞戰爭爆發。
  - 105年，和帝（劉肇）崩，不滿兩歲的劉隆即位。
  - 114年，圖拉真遠征帕提亞帝國，羅馬帝國獲得亞美尼亞。
  - 124年，班勇攻北匈奴。
  - 124年10月2日——閻皇后誣告太子劉保謀反，漢安帝廢劉保為濟陽王。
  - 132年－135年，「巴柯巴之亂」；135年，猶太人被羅馬帝國驅逐出巴勒斯坦。
  - 144年，順帝（劉保）崩，太子劉炳即位。
  - 145年，印度北部的塞迦王朝建立。
  - 146年，羅馬帝國擊敗迦太基，奪得地中海霸權。
  - 159年，劉志聯合宦官殲滅梁氏勢力。
  - 161年－166年，羅馬帝國和帕提亞帝國再度發生戰爭。
  - 166年，東漢第一次黨錮之禍。
  - 166年－175年，第一次馬科曼尼（Marcomanni）戰爭。
  - 168年，東漢第二次黨錮之禍。
  - 169年，馬克奧里略為了減輕日耳曼人對帝國的壓力,允許他們定居帝國邊境,為以後的蠻族入侵埋下了隱患。
  - 171年，美索不達米亞成為羅馬帝國的一個行省。
  - 178年－180年，第二次馬科曼尼（Marcomanni）戰爭（拍成電影「帝國驕雄」）。
  - 184年，張角發動黃巾之亂。
  - 184年，先零羌連同金城人（今甘肅蘭州）韓遂、邊章在涼州（今甘肅）起兵。董卓奉命前往鎮壓。
  - 188年，董卓平定羌人的起兵。
  - 189年，外戚何進密謀誅殺宦官失敗被殺。少帝和陳留王（未來的漢獻帝）被部分宦官脅持到洛陽市郊。其他宦官被由袁紹等將領帶領的士兵殺死。同年，董卓入洛陽，廢少帝立陳留王為皇帝。
  - 190年，各地諸侯起兵，反抗董卓。董卓挾天子遷都長安。
  - 191年，孫堅擊劉表，敗，劉表佔據長沙，被封為荊州刺史。袁紹擊敗韓馥，佔據鄴。
  - 192年，王允和呂布合謀殺死董卓。袁紹與公孫瓚界橋之戰、巨馬水之戰、龍湊之戰。袁術擊袁遺揚州之戰。董卓舊部李傕、郭汜率兵十余萬攻入長安，又和韓遂，馬騰的兵馬交戰，關中大亂。呂布和張遼等將領和軍隊逃奔華東。曹操擊黑山軍武陽之戰。曹操破黃巾軍兗州之戰。
  - 193年，五帝之年。
  - 196年，曹操挾持漢獻帝到許昌並控制了東漢朝廷，「挾天子以令諸侯」。
  - 196年，塞普蒂米乌斯·塞维鲁征服並破壞拜占庭。
  - 197年，袁術稱帝。張繡在宛城以詐降擊敗曹操。
  - 198年，曹操消滅了呂布的勢力。
  - 199年，袁紹消滅了公孫瓚的勢力。
  - 200年，官渡之戰爆發，曹操破袁紹。
- 天灾人祸
- 文化娱乐
  - 183年，《熹平石經》刻成。
- 社會與經濟
  - 120年－150年，保加爾人遷徙到歐洲。
  - 122年，哈德良長城開建。
  - 125年，萬神廟竣工。
- 疾病与医学
- 环境与自然资源
- 宗教與哲學
  - 125年，聖德來福繼任教宗。
  - 144年，馬吉安建立馬吉安主義，將二元論放在基督教的信仰中。
  - 148年，安息佛學家安世高到達中國。
  - 摩尼教始創人摩尼開始傳教。（前230年）[來源請求]